# Qijiaojing (meteoryt)
Qijiaojing (inna nazwa: Hami) – meteoryt żelazny, znaleziony w listopadzie 2003 roku w regionie autonomicznym  Sinciang w Chinach. Meteoryt Qijiaojing znaleziono w jednym fragmencie o masie 160 kg. Ma dobrze zachowaną powierzchnie z regmagliptami. Ze względu na skład chemiczny bywa klasyfikowany też jako III CD. Jednak meteoryt ten, w swym składzie, Ma zbyt mało złota jak na tę grupę. 

## Skład chemiczny
- Nikiel - 106 mg/g
- Kobalt - 5,36 mg/g
- Krypton - 237 mg/g
- Miedź - 74 mg/g
- Iryd - 0,922 mg/g
- Gal - poniżej 2 mg/g
- German - poniżej 10 mg/g
- Złoto -298 ng/g